# حوت النار
حوت النار هو من الأحياء البحرية التي تتواجد في المياه الشمالية المعتدلة والقطبية بين قطع الجليد بالقرب من جمهوريات الاتحاد السوفيتي السابق الشمالية وغرينلاند. ينمو لذكر حوت النار سنين بصورة أفقية -من الحنك العلوي- وتنمو السن حتى يصل طولها 2.7م ، وهي سن مميزة. إلا أنه لايعرف الغرض منه ولكنه ربما يستخدم في تناول الطعام من قاع البحر. أما الأنثى فلها سنان فقط ولهذا فإن حوت النار لايستطيع أن يمضع وبدلا من ذلك نجده يضغط الطعام داخل حنكيه ويبتلعه عن آخره. يبلغ طول الذكر خمسة أمتار وأما الأنثى فبين 4 - 4.5 متر طول الناب: 1.5 - 2.7 متر، ويبلغ وزن الذكر بين 800-1600 كجم ويتغذى على الأسماك والقشريات والرخويات.
بشكل عام حوت النار مخلوق اجتماعي كثيراً ما وجد يتعايش سلمياً مع الحيتان البيضاء في نفس المنطقة صيفا. ولحيتان النار قدرة كبيرة على السمع، ويستطيع تحديد موقع فريسته باستغلال موقع الصدى إذ يرسل بطريقة مشابهة لطريقة الخفاش ذبذبات صوتية لكي يتمكن من تحديد موقع المادة المحددة في الماء بقياس الوقت الذي يأخذ الارتداد إليه. ولأجل البحث عن طعامه في قاع البحر قد يغطس حوت النار لمدة 15 دقيقة وبعمق 370 متراً.